# Butcher Ridge, Antarktis
Butcher Ridge är en bergstopp i Antarktis. Den ligger i Östantarktis. Australien gör anspråk på området. Toppen på Butcher Ridge är 2 003 meter över havet.
Terrängen runt Butcher Ridge är varierad, och sluttar brant österut. Trakten är obefolkad. Det finns inga samhällen i närheten.